# Cotmeana (gmina Stolnici)
Cotmeana – wieś w Rumunii, w okręgu Ardżesz, w gminie Stolnici. W 2011 roku liczyła 668 mieszkańców.